# Carl Stangen

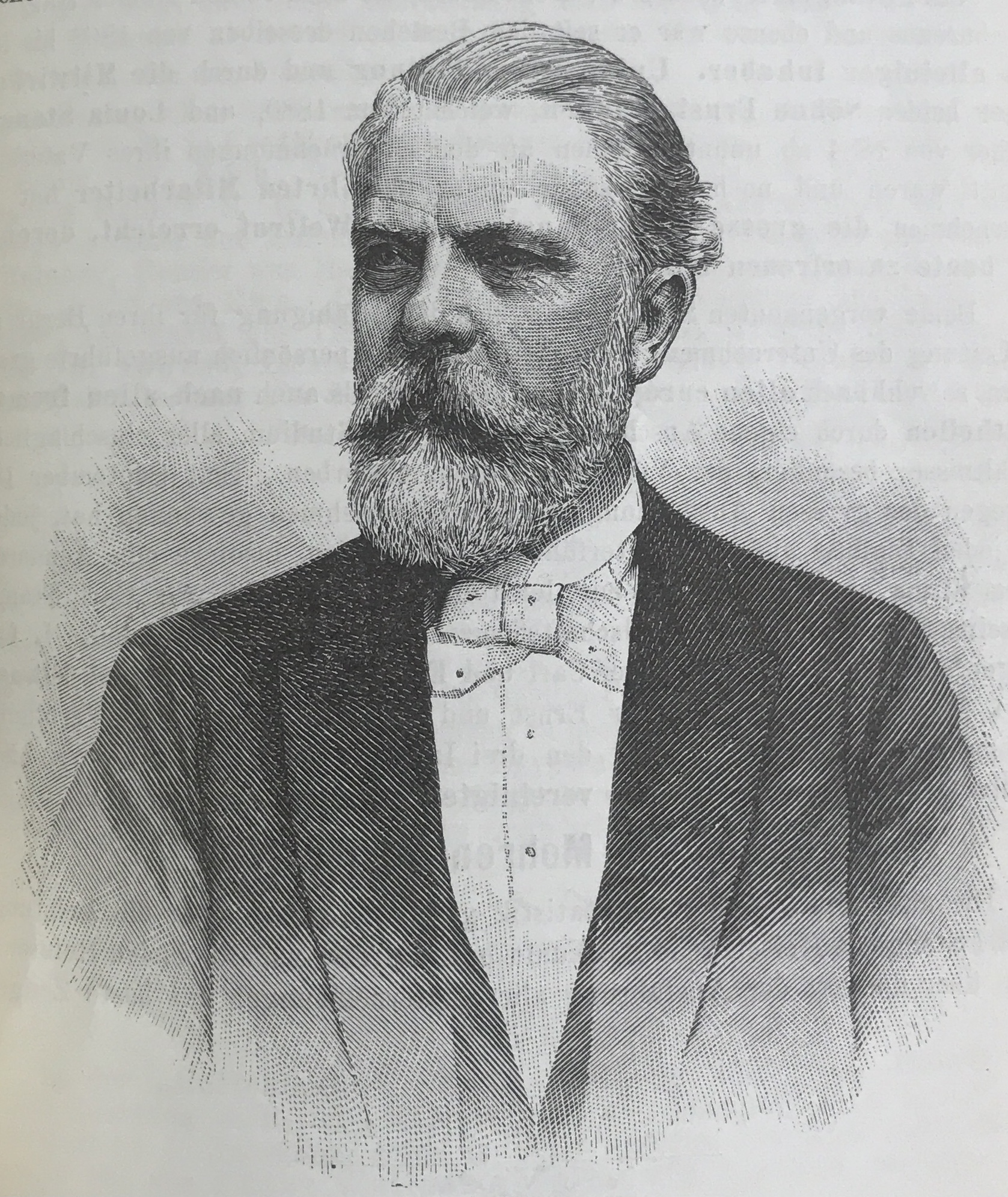
Carl Stangen (nach einem Foto von Wilhelm Fechner)

Carl Friedrich Stangen (* 5. Mai 1833 in Bad Ziegenhals, Landkreis Neisse; † 21. November 1911 in Berlin) war ein deutscher Unternehmer, Weltreisender und Schriftsteller. Er gründete Carl Stangens Reisebüro, das erste international tätige Reisebüros Deutschlands, was ihm die Bezeichnung als deutscher Thomas Cook einbrachte.

## Leben und Wirken

Geschäftslokal Mohrenstraße 10 (um 1895)

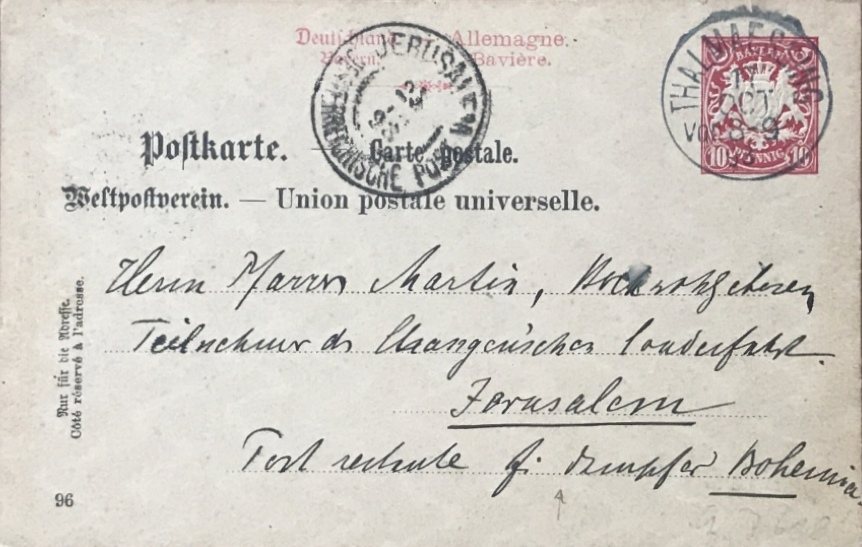
Postkarte an einen Pfarrer als Passagier von SS Bohemia (Stangens Spezialreise nach Jerusalem zur Eröffnung der Erlöserkirche 1898)

Carl Stangen wurde im Jahr 1833 in der oberschlesischen Stadt Bad Ziegenhals als Sohn des Offiziers Ernst Friedrich Stangen geboren. Im Alter von zehn Jahren wurde er von seinem Vater zur Militärerziehungsanstalt in Annaburg geschickt. Dort war er Zögling von 1843 bis 1848. Nachdem er aus medizinischen Gründen für untauglich eingestuft worden war, kehrte er nach Schlesien zurück und begann eine berufliche Laufbahn im Postwesen. Stangen verwaltete das Postamt in Tannhausen bei Bad Charlottenbrunn. In seiner Freizeit schrieb er Novellen und Gedichte für Zeitungen und Zeitschriften.
Sein Bruder Louis Stangen (* 1828 in Ottmachau, † 1876 in Bad Charlottenbrunn) begann 1863 mit Firmensitz im schlesischen Breslau Sonder- und Gesellschaftsreisen zu veranstalten. Er bat seinen Bruder Carl um die Beteiligung an der Firma. 1863 und 1864 brachten beide Reiseführer und Zeitungen heraus. 1867 wurde Carl durch seinen Bruder veranlasst, nach Berlin zu ziehen. Dort eröffnete Carl Stangen zunächst zusammen mit seinem Bruder 1868 ein Reisebüro. Im November 1868 machte er sich selbstständig und eröffnete Carl Stangens Reisebüro (zeitgenössisch Carl Stangen's Reise-Bureau), das sich zunächst in der Mohrenstraße 10 befand. Später erbaute man sich im orientalischen Stil ein Gebäude in der Friedrichstraße 72. Das vom Architekten Carl Gause entworfene Gebäude wurde „Arabisches Haus“ genannt.

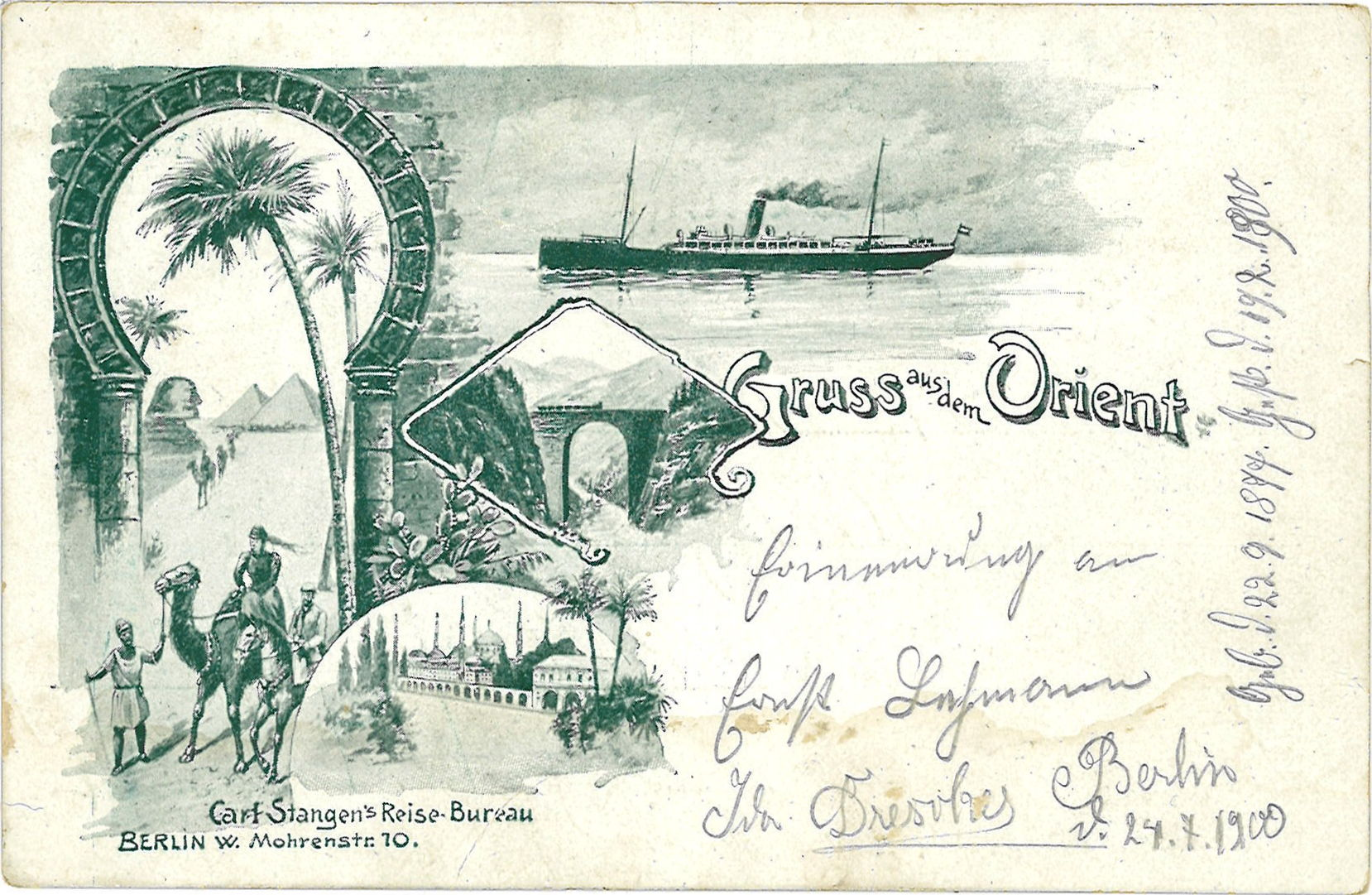
Postkarte mit Werbung für Orient-Reisen um 1900 mit der Geschäftsadresse: Mohrenstraße 10

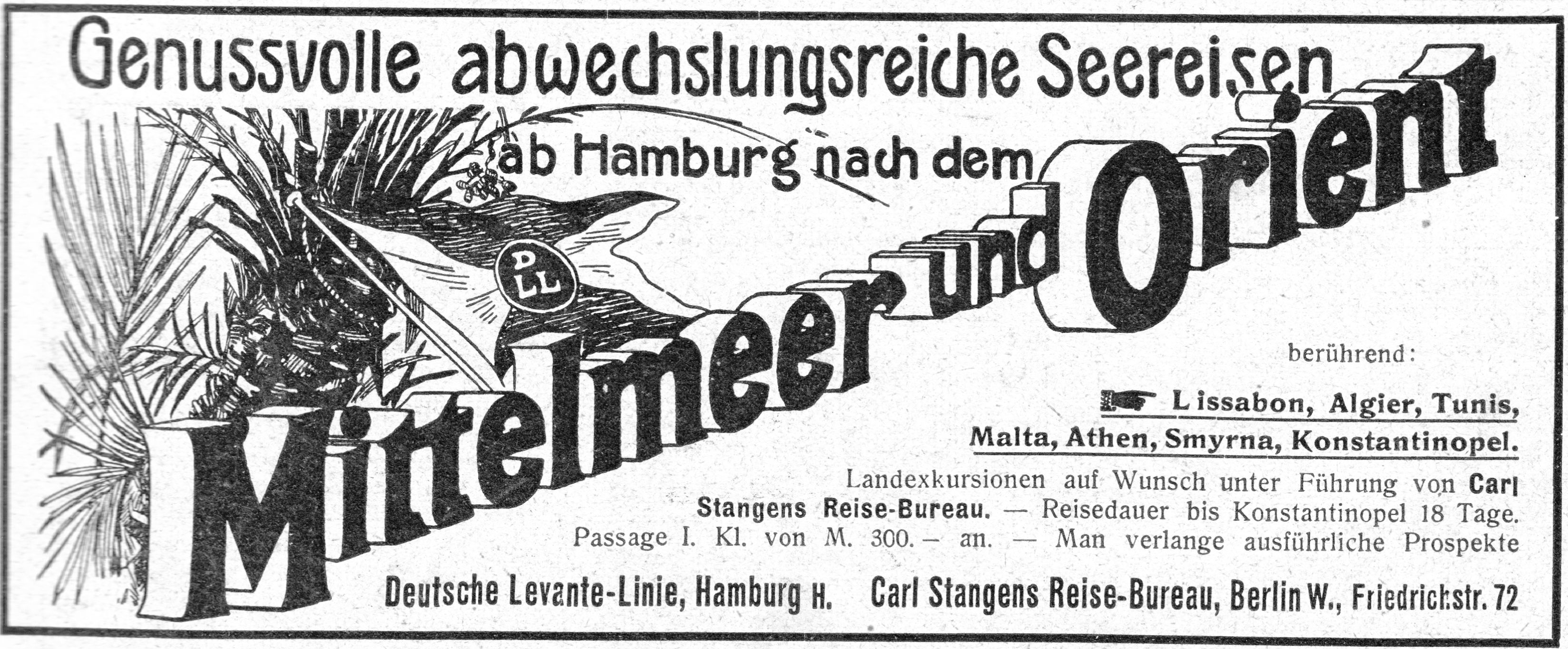
Anzeige aus dem Jahr 1904 mit der Geschäftsadresse: Friedrichstraße 72

Zwischen 1868 und 1899 führte Stangens Reisebüro 686 Reisen durch. Unter anderen wurde 1873 eine Reise nach Ägypten angeboten und 1878 eine Weltreise. Während der Weltausstellung in Chicago 1893 gründete sich eine Gruppe, die sich Stangens Party nannte und quer durch den nordamerikanischen Kontinent reiste. Er gründete und betrieb die Reiseführer und Zeitschriften „Der Tourist“ (1884) und „Stangens illustrierte Reise- und Verkehrszeitung“ (1894). Zu Werbezwecken und gleichzeitig als Souvenirs stellte das Unternehmen den Reisenden auch „Gruß aus ...“–Postkarten für die Übermittlung von Reisenachrichten nach Hause zur Verfügung.

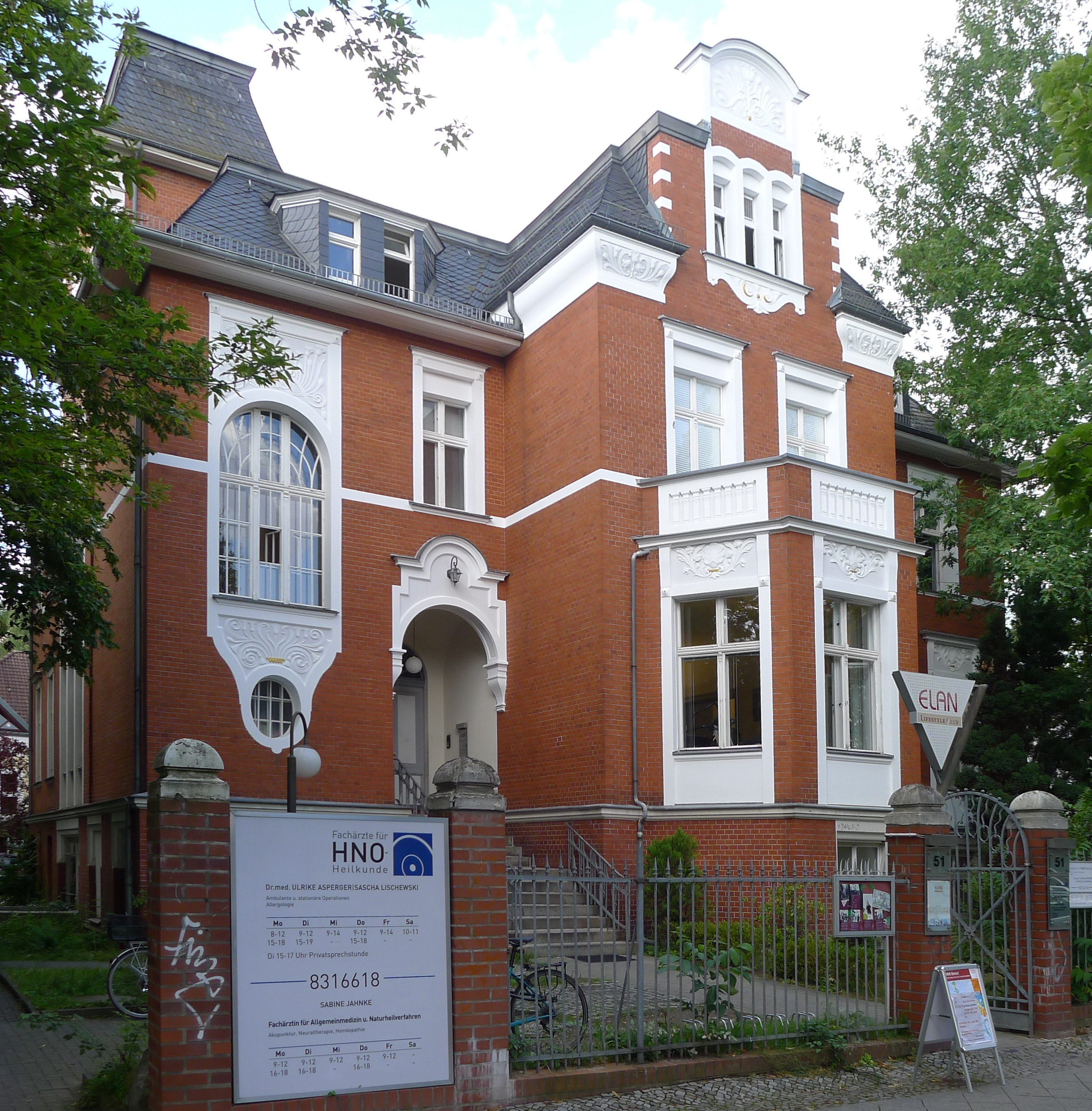
Villa Stangen in Berlin-Lichterfelde im Jahr 2014

Für die Durchführung von Orientreisen griff Stangen aufgrund des mit Triest günstig gelegenen Abgangshafens häufig auf den Österreichischen Lloyd, als dessen Berliner Agentur er auch tätig war, zurück und charterte von diesem u. a. die Bohemia. Aufgrund dieser Geschäftsverbindung konnte er im Oktober 1898 auch Orientreisen zur Eröffnung der Erlöserkirche in Jerusalem am 31. Oktober 1898 durch den Deutschen Kaiser anbieten, die zumeist von Teilnehmern aus evangelischen Kirchenkreisen gebucht wurden. Die Kapazitäten der an der Palästinareise (sog. Festfahrt) des Kaiserpaars beteiligten offiziell eingesetzten Schiffe waren nämlich rasch ausgebucht. Stangen charterte für seine Reise vom ÖL wiederum die Bohemia (siehe nebenstehend abgebildete Postkarte an einen Fahrtteilnehmer) und aufgrund der großen Nachfrage zusätzlich die Thalia. Für diese Reise hatte Carl Stangen extra in der Neuen Preußischen Zeitung vom 31. Juli 1898 (Nr. 353, Beilage) inseriert.
Anfang 1905 verkaufte Carl Stangen sein Reisebüro an die Hapag, als der Vorstand der Hapag nach dem großen Erfolg ihrer Kreuzfahrten sich auch verstärkt im Tourismus engagieren wollte. Die Hapag, die vorher auch selbst ein Reisebüro Unter den Linden betrieben hatte, firmierte das Unternehmen in „Reisebüro der Hamburg-Amerika Linie“ um. Durch diese Fusion der beiden Reisebüros rückte die Hapag unter die größten Tourismusanbieter auf, das Berliner Büro befand sich in der Straße Unter den Linden. Stangens Söhne Ernst und Louis führten das Reisebüro unter ihrer Direktion fort. Das Unternehmen existiert noch heute als Hapag-Lloyd Reisebüro.
Stangens Sohn Ernst betrieb neben seiner Tätigkeit für das väterliche Reisebüro ein „Orient-Waren-Lager“ für den Import und Verkauf von „Kunst- und Industriegegenständen aus dem Auslande“. Er ließ 1899 die Villa Stangen in der Drakestraße 51 in der Berliner Villenkolonie Lichterfelde West erbauen, in der Carl Stangen von 1901 bis zu seinem Tod lebte.

## Werke (Auswahl)

Prospekt von Carl Stangen's Reisebureau (1895)

Seine geplanten Reisen präsentierte Carl Stangen in umfänglichen, illustrierten Prospekten. In diesen sind die Reisetermine und -abläufe sowie die Kosten detailliert beschrieben. Auch für absolvierte, besonders erwähnenswerte Reisen liegen Schilderungen vor.
Der Reiseveranstalter trat auch als Autor von diversen Reiseführern auf. Er gab solche für Palästina und Syrien (1877, 1893) sowie Ägypten (u. a. 1882, 1893) heraus. Weiter erschien bei S. Fischer in den 1880er und 1890er Jahren in mehreren Auflagen „Stangen's Illustrirter Führer durch Berlin Potsdam und Umgebungen“. Die Farbe des Leineneinbands lehnte sich an die von Karl Baedeker für seine Reisehandbücher eingeführte rote Farbe an. In seinen Reiseprogrammen verwies Stangen im Übrigen auf die zu den jeweiligen Reisezielen vorhandenen Reiseführer anderer Verlage, wie Baedeker, Meyer, Grieben und Woerl.

Zur kostengünstigen Ausstattung seiner Reiseteilnehmer mit Reiseführern übernahm Stangen auch preiswerte Ausgaben von anderen Verlagen und ließ sie mit einem besonderen Umschlag unter Hinweis auf sein Unternehmen aufbinden. So liegt für die von ihm veranstalteten Fahrten zur Pariser Weltausstellung von 1900 ein „Führer durch Paris und Umgebung“ (VI. Auflage) als „Besondere Ausgabe für Carl Stangen's Reise-Bureau. Berlin W., Friedrichstraße 72“ vor, der in der Reihe „Woerl's Reisehandbücher“ erschienen war.
Bei Stargardt erschien 1897 das mit 29 Heliogravüren ausgestattete Buch „Aus der Mappe eines Weltbummlers. Ethnographische Genrebilder im Auftrag von Albert Halske gezeichnet von A. Wanjura“, in dem Stangen über die in den Jahren 1878 bis 1879 von ihm unter Beteiligung von acht Reisenden veranstaltete achtmonatige Weltreise berichtet. Für  die Teilnehmer der Sonderfahrt zur Eröffnung der Jerusalemer Erlöserkirche 1898  legte Stangen Erinnerungsblätter Eine Fahrt in den Orient auf.  Die mit vielen Fotos illustrierte 60-seitige Schrift schildert aber nicht exakt den Ablauf der Sonderfahrt, sondern den Verlauf der von ihm unter Nutzung von Dampfern des Österreichischen Lloyd mehrfach veranstalteten Orientfahrten von Triest bis Kairo und Palästina im Allgemeinen.

## Gedenken und letzte Ruhestätte
Carl Stangen starb am 21. November 1911 in Berlin-Lichterfelde, wo er seit 1901 wohnte. Er wurde auf dem dortigen Parkfriedhof beigesetzt. Sein Grabstein hat sich nicht erhalten.
Zu seinem 175. Geburtstag wurde an der „Carl-Stangen-Gedenkeiche“, die seine alten Freunde und Schulkameraden der alten Militärerziehungsanstalt in Annaburg zu seinem 75. Geburtstag (5. Mai 1908) gepflanzt hatten, eine Feier veranstaltet und eine Gedenktafel enthüllt.